# حارة القاهرة (الحصن)
القاهرة هي إحدى حارات حي عبدالله محسن بمدينة الحصن التابعة لمحافظة أبين، بلغ تعداد سكانها 964 نسمة حسب تعداد اليمن لعام 2004.